# Џермантаун (Мериленд)
Џермантаун (енгл. Germantown) насељено је место без административног статуса у америчкој савезној држави Мериленд.

## Демографија
По попису из 2010. године број становника је 86.395, што је 30.976 (55,9%) становника више него 2000. године.
| Група             | 2000.          | 2010.          |
| Белци             | 31.855 (57,5%) | 31.341 (36,3%) |
| Афроамериканци    | 10.600 (19,1%) | 19.469 (22,5%) |
| Азијати           | 5.456 (9,8%)   | 17.090 (19,8%) |
| Хиспаноамериканци | 5.660 (10,2%)  | 15.937 (18,4%) |
| Укупно            | 55.419         | 86.395         |